# Conoscyphus trapezioides
Conoscyphus trapezioides là một loài rêu tản trong họ Geocalycaceae. Loài này được (Sande Lac.) Schiffner miêu tả khoa học lần đầu tiên năm 1898.